# Wacław Danicki
Wacław Danicki, ros. Вацлав Викентьевич Даницкий (ur. 7 grudnia 1918 w obwodzie chmielnickim) – inżynier polskiego pochodzenia, odznaczony tytułem „Honorowego Inżyniera Azerbejdżańskiej SRR”.

## Życiorys
Wacław Danicki w 1938 wstąpił do Odeskiego Instytutu Inżynierów Marynarki Wojennej. Studiował na wydziale „Eksploatacja marynarki wojennej”.
Podczas studiów uniwersyteckich Danicki pracował przez pewien czas w Stoczni Odessa. 23 lipca 1943 po ukończeniu edukacji, przybył z zadaniem do biura „Khazartanker” w Baku. W latach 1943–1948 pracował jako dyspozytor, agent marynarki wojennej i kapitan na statkach stacjonarnych. Następnie, od 1949 kontynuował pracę w zarządzaniu flotą naftową Morza Kaspijskiego. 
W latach 1949–1964 pracował jako inżynier, dyspozytor, szef służby operacyjnej. Wacław Danicki został mianowany szefem floty naftowej Morza Kaspijskiego w 1964 i pełnił tę funkcję do 1985. Wkład Danickiego we wzmocnienie bazy materiałowej i technicznej zarządzania flotą naftowej Morza Kaspijskiego oraz w modernizację różnych statków był nieoceniony. 

## Nagrody i odznaczenia
- Order Czerwonego Sztandaru Pracy
- Medal „Za ofiarną pracę w Wielkiej Wojnie Ojczyźnianej 1941–1945”
- Medal „Za odwagę w pożarze”
- „Honorowy naftowiec ZSRR”
- „Honorowy inżynier Azerbejdżańskiej SRR”
- Laureat Nagrody Rady Ministrów ZSRR